# Edgeworth David
Tannatt William Edgeworth David (St. Fagans, País de Gales, 28 de janeiro de 1858 – Sydney, 28 de agosto de 1934) foi um geólogo e explorador da Antártica australiano. As realizações mais significativas de David foram descobrir o principal campo de carvão de Hunter Valley em Nova Gales do Sul e liderar a primeira expedição para chegar ao pólo magnético sul. Ele também serviu com distinção na Primeira Guerra Mundial.
Foi laureado com a medalha Bigsby de 1899 e com a medalha Wollaston de 1915, ambas pela Sociedade Geológica de Londres. O mineral davidite foi nomeado em sua honra.

## Juventude
David nasceu em 28 de janeiro de 1858, em St. Fagans perto de Cardiff, País de Gales, o filho mais velho do Rev. William David, um membro do Jesus College, Oxford, um estudioso clássico e naturalista e sua esposa Margaret Harriette (nascida Thomson). O primo de sua mãe, William AE Ussher do Geological Survey, primeiro interessou David no que seria o trabalho de sua vida.
Na idade de 12, David foi para Magdalen College School, Oxford em 1870. Em 1876 ele ganhou uma bolsa de estudos clássica para New College, Oxford. Enquanto estava lá, ele foi ministrado pelo famoso John Ruskin e William Spooner. Em 1878, ele sofreu um colapso de saúde e viajou para o Canadá e a Austrália para se recuperar. Retornando a Oxford, assistiu a palestras de geologia de Sir Joseph Prestwich, que estimularam seu interesse pelo assunto. Depois de se formar como Bacharel em Artes sem honras em 1880, ele passou os dois anos seguintes no estudo de campo da geologia do País de Gales. Em novembro de 1881, ele leu seu primeiro artigo, Evidências de ação glacial no bairro de Cardiff antes da Cardiff Naturalists 'Society. No ano seguinte, ele estudou brevemente na Royal School of Mines, Londres, com o Professor JW Judd antes de aceitar o cargo de Pesquisador Geológico Assistente do Governo de New South Wales, Austrália.

## Carreira na Austrália
David assumiu seu cargo em novembro de 1882. Em 1884, seu relatório sobre os depósitos de estanho no distrito da Nova Inglaterra foi publicado e, três anos depois, foi expandido para a Geologia do Campo de Mineração de Estanho Vegetable Creek, Distrito da Nova Inglaterra. Além de seu interesse científico, isso foi valioso em conexão com as operações de mineração neste campo, das quais cerca de £ 10 000 000 de estanho foram ganhos. Em 30 de julho de 1885, ele se casou com Caroline (Cara) Mallett, diretora do Hurlstone Training College for Teachers, que havia viajado para a Austrália no mesmo navio que ele.
Em abril de 1886 ele começou a pesquisar os campos de carvão de Hunter Valley e em agosto descobriu a camada de carvão de Greta, que rendeu mais de £ 50 000 000 de carvão até 1949. Muito de seu tempo durante os quatro anos seguintes foi gasto perto de Maitland, onde ele ainda estava rastreando e mapear as medidas de carvão e reportar ao governo sobre outras questões de valor comercial. O assistente de David em 1890 foi William Sutherland Dun.
Em 1891, David foi nomeado Professor de Geologia na Universidade de Sydney, cargo que ocupou até 1924.
David não era apenas um bom cientista, mas muito culto, com senso de humor, grande entusiasmo, simpatia e cortesia, e ele rapidamente se encaixou em sua nova posição. Seu departamento estava alojado em uma pequena cabana, seu equipamento era pobre e ele não tinha palestrantes ou manifestantes; mas ele gradualmente obteve melhores instalações e desenvolveu seu departamento. Em 1892, ele foi presidente da seção geológica da Associação Australasiana para o Avanço da Ciência na reunião de Hobart, e ocupou o mesmo cargo em Brisbane em 1895.
Em 1896, David foi para o atol do Pacífico de Funafuti como parte de uma expedição sob o comando do professor William Sollas de Oxford, a fim de fazer sondagens que se esperava resolveriam a questão da formação de atóis de coral. Havia defeitos no maquinário de perfuração e o furo penetrou apenas um pouco mais de 100 pés (aproximadamente 31 m). Em 1897, David liderou uma segunda expedição (que incluía George Sweet como segundo em comando e Walter George Woolnough) que conseguiu atingir uma profundidade de 557 pés (170 m), após a qual ele teve que retornar a Sydney. Ele então organizou uma terceira expedição em 1898 que, sob a liderança do Dr. Alfred Edmund Finckh, teve sucesso ao transportar o furo para 1 114 pés (340 m). Os resultados forneceram suporte para a teoria de subsidência de Charles Darwin, e as expedições deram o nome de David como geólogo. Cara o acompanhou na segunda expedição e publicou um relato bem recebido chamado Funafuti, ou Três Meses em uma Ilha de Coral.
A reputação de David estava crescendo na Europa, e em 1899 ele foi premiado com a Medalha Bigsby pela Geological Society of London, e em 1900 ele foi eleito membro da Royal Society. De 1900 a 1907, ele conduziu estudos de campo da glaciação no planalto Kosciusko e na glaciação pré - cambriana no sul da Austrália.
Em 1904, David foi eleito presidente da Associação Australasiana para o Avanço da Ciência, que se reuniu em Dunedin, e em 1906 participou do Congresso Geológico Internacional realizado no México. No caminho de volta para a Austrália, ele pôde ver o Grand Canyon do Colorado e estudar os efeitos do terremoto de San Francisco.

## Exploração antártica

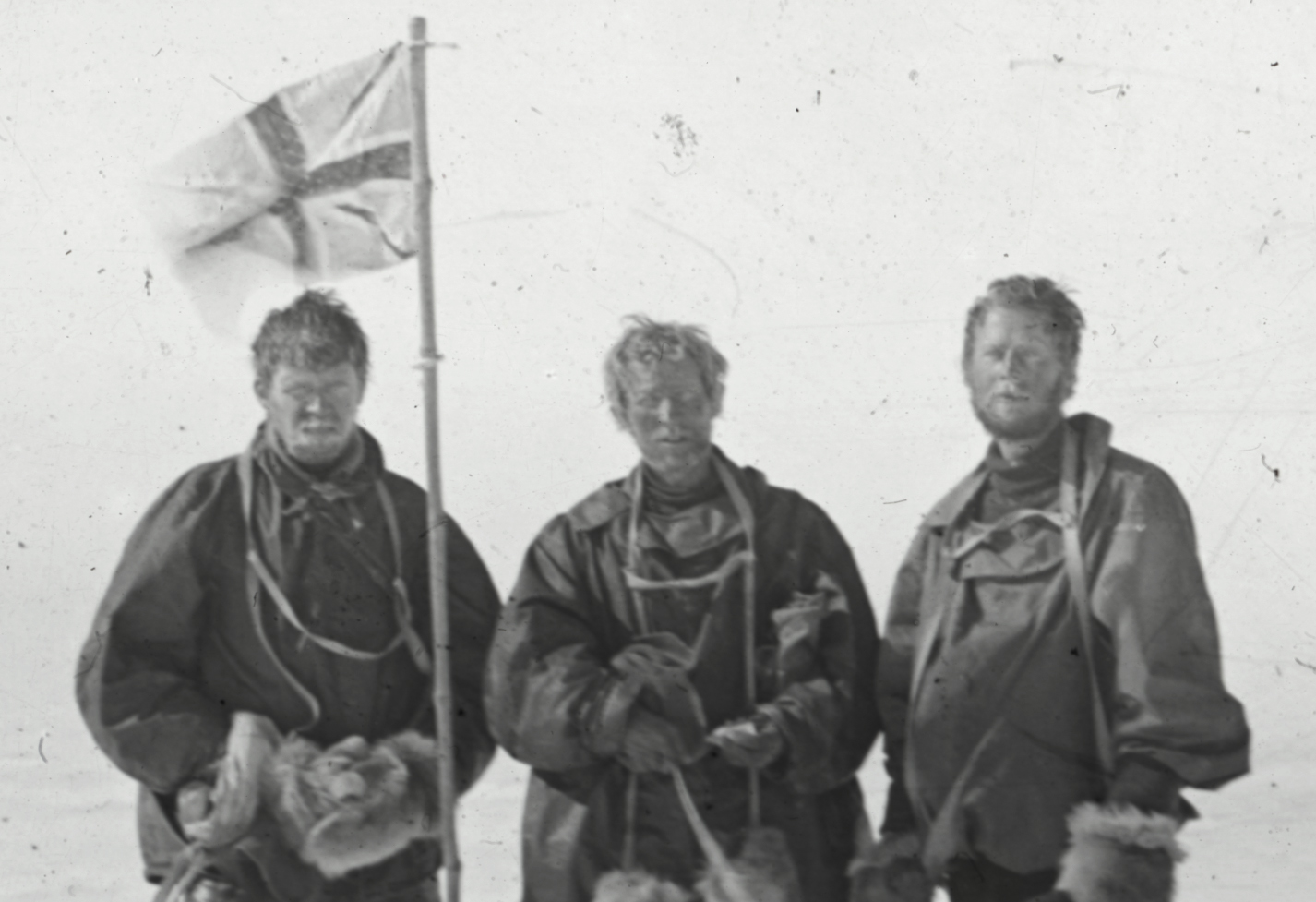
Alistair Mackay, David, and Douglas Mawson no Pólo Magnético Sul em 16 de janeiro de 1909

Em meados de 1907, David foi convidado a se juntar à Expedição Nimrod da Antártica de Ernest Shackleton e, em dezembro, ganhou financiamento do governo australiano para a expedição. No mesmo mês, ele partiu para a Nova Zelândia com Leo Cotton e Douglas Mawson, dois de seus ex-alunos. David estava com quase 50 anos de idade e a intenção era que ele ficasse apenas até abril de 1908, mas a caminho da Antártica no Nimrod, ele alterou seus planos e decidiu ficar durante toda a expedição.
De 5 a 11 de março de 1908, David liderou a primeira escalada do Monte Erebus, o único vulcão ativo na Antártica. David liderou a festa da cúpula consistindo de Mawson, Alistair Mackay e ele mesmo, e havia um partido de apoio de três que foi posteriormente decidido que também deveria tentar chegar à cúpula. Nisso eles tiveram sucesso, apesar de uma nevasca que impediu seu progresso por um dia e uma noite. Um membro do grupo teve os pés gravemente congelados e teve que ser deixado no acampamento antes da corrida final. David e quatro outros alcançaram o cume e todo o grupo voltou para a base.
Em 5 de outubro, David liderou Mawson e Mackay em uma tentativa de alcançar o Pólo Sul Magnético. Por 10 semanas, os homens seguiram a costa norte, complementando seus estoques com uma dieta de focas e pinguins. Eles então cruzaram a Língua de Gelo Drygalski e viraram para o interior. Eles ainda enfrentaram uma jornada de retorno de 700 quilômetros (430 mi) e estabeleceram um depósito para permitir que eles transferissem sua carga para um trenó sobrecarregado e para eliminar a necessidade de retransmissão. Em 16 de janeiro de 1909, eles finalmente chegaram ao Pólo Magnético Sul e tomaram posse da região para a Coroa Britânica.
David havia sido nomeado líder por Shackleton, mas no final de janeiro, com os três membros do grupo passando por uma severa deterioração física, David estava cada vez mais incapaz de contribuir. Em 31 de janeiro, Mackay exerceu sua autoridade como médico do partido e ameaçou declarar o professor louco, a menos que ele desse autoridade por escrito de liderança a Mawson. Mawson assumiu o comando, escrevendo em seu diário em 3 de fevereiro: "o Prof estava agora certamente parcialmente demente". Naquele dia, o grupo atingiu a linha costeira em um momento perfeito; em 24 horas, foram recolhidos pelo Nimrod para a viagem de volta ao Cabo Royds. O trio percorreu uma distância de 1 260 milhas (2 028 km), que foi a mais longa jornada de trenó sem suporte até meados da década de 1980.
A expedição retornou à Nova Zelândia em 25 de março de 1909. Quando David voltou a Sydney, ele foi presenteado com a medalha Mueller pela Associação Australasiana para o Avanço da Ciência em uma recepção oficial arrebatadora. A pedido de Shackleton, David fez uma excursão de palestras e ganhou dinheiro suficiente para pagar as despesas de publicação dos dois volumes sobre a geologia da expedição. Ele também escreveu sua Narrativa da Jornada do Pólo Magnético, que apareceu no segundo volume do Coração da Antártica de Shackleton.
Em 1910, David tornou-se Companheiro da Ordem de São Miguel e São Jorge e, visitando a Inglaterra em conexão com os resultados científicos da expedição à Antártica, a Universidade de Oxford concedeu-lhe o grau honorário de Doutor em Ciências. De 1911 a 1912, ele forneceu apoio público e prático à Expedição Antártica Japonesa, que estava invernando em Sydney. Em 1913, David foi eleito presidente da Associação Australasiana para o Avanço da Ciência pela segunda vez e, em 1926, foi presenteado com a Medalha de Patrono da Royal Geographical Society.

## Australian Mining Corps
Quando a Primeira Guerra Mundial estourou em 1914, David era um grande apoiador do esforço de guerra, apoiando a campanha de recrutamento. Em agosto de 1915, depois de ler relatórios sobre operações de mineração e escavação de túneis durante a Campanha de Gallipoli, junto com o professor Ernest Skeats, professor da Universidade de Melbourne, David escreveu uma proposta ao senador George Pearce, ministro da Defesa australiano, sugerindo que o governo criar uma força militar para realizar mineração e de túneis. Depois que a proposta foi aceita, David usou sua defesa e habilidades organizacionais para criar o Australian Mining Corps, e em 25 de outubro de 1915 foi nomeado major, aos 57 anos.
O primeiro contingente do corpo consistia de 1 300 oficiais e homens que foram inicialmente organizados em dois batalhões antes de serem reorganizados em três empresas de túneis, além de uma mineradora elétrica e mecânica. Depois de sair da Austrália para o Reino Unido em fevereiro de 1916, o corpo chegou na frente ocidental maio de 1916. Dado o título 'Geological Conselheiro para os controladores de Minas na Primeira, Segunda e Terceira exércitos', David tornou-se relativamente independente e passou seu tempo em investigações geológicas, usando sua experiência para aconselhar sobre a construção de abrigos, trincheiras e túneis, a localização de poços para fornecimento de água potável de fontes subterrâneas, dando palestras e produzindo mapas. Em setembro de 1916, ele caiu no fundo de um poço que estava examinando, quebrando duas costelas e rompendo sua uretra. Ele foi inválido para Londres, mas retornou à Frente em novembro, assumindo o papel de consultor técnico geológico da Força Expedicionária Britânica.
Em 7 de junho de 1917, sua contribuição durante a guerra culminou na mineração de posições alemãs na Batalha de Messines. Em janeiro de 1918, David foi condecorado com a Ordem de Serviço Distinto e em novembro foi promovido a tenente-coronel. Terminada a guerra, foi desmobilizado em 1919. Também foi mencionado duas vezes em Despatches.

## Obras
- "Geographical Notes of the British Antarctic Expedition" (1909)
- "The Geology of Australia" (1932)